# Walentin Jegorowitsch Seliwanow

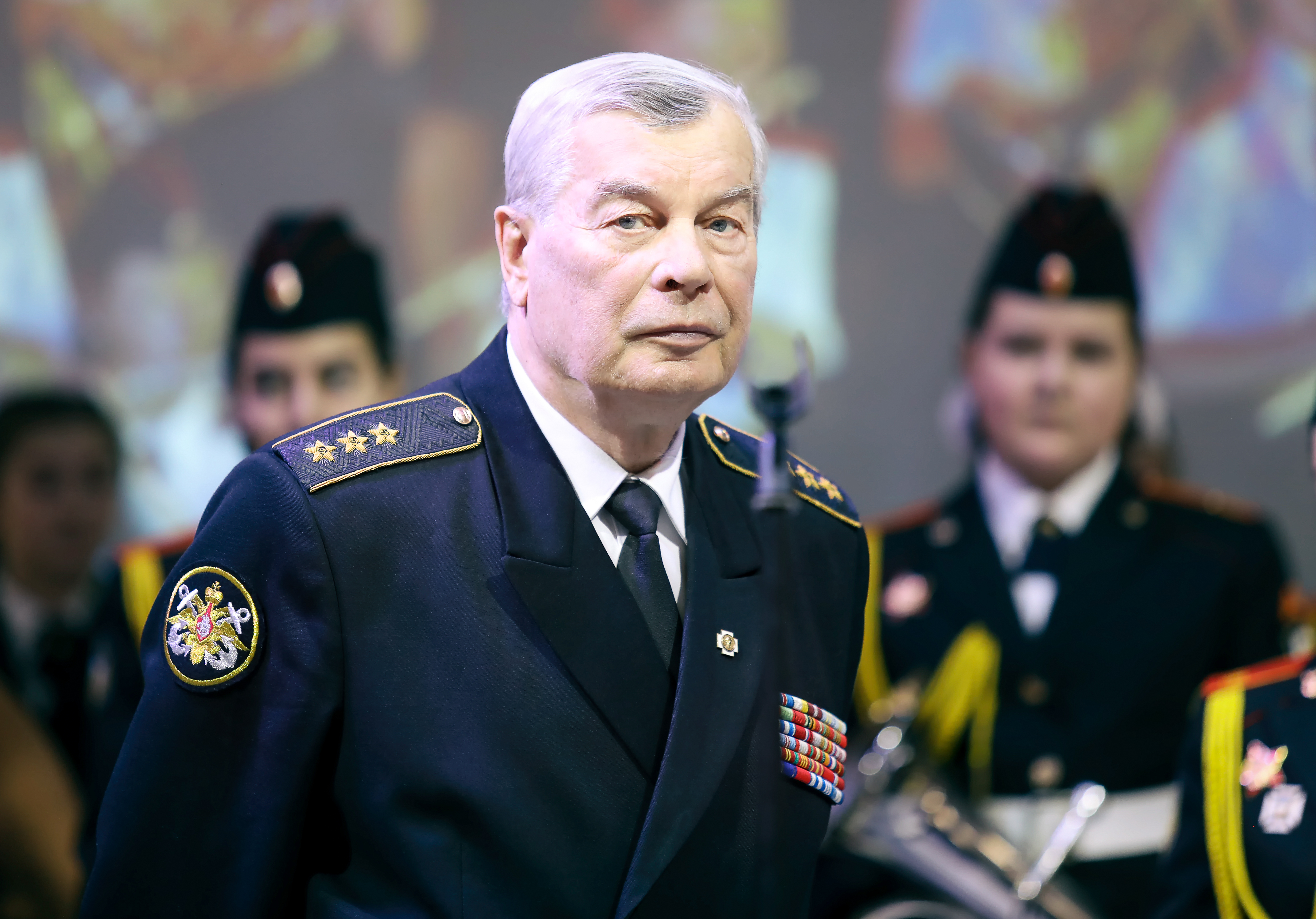
Walentin Jegorowitsch Seliwanow, 2018

Walentin Jegorowitsch Seliwanow (russisch Валентин Егорович Селиванов; * 17. März 1936 im Dorf Stanowaja, Rajon Stanowljansk, Oblast Lipezk) ist ein russischer Admiral a. D. und ehemaliger Chef des Hauptstabes der Russischen Seekriegsflotte.

## Leben
Walentin Seliwanow absolvierte 1954 die 6. Spezialschule der Luftstreitkräfte in Woronesch. Von September 1955 bis Juni 1958 studierte er an der Offiziershochschule der Seestreitkräfte M.W. Frunse. Nach deren Abschluss wurde er in der Pazifikflotte als Kommandeur einer Flugabwehrbatterie des Zerstörers Wkradtschiwy eingesetzt. Von September 1964 bis Juni 1965 besuchte er höhere Offizierslehrgänge in Leningrad, wurde dann Kommandant eines Wachschiffes und 1967 Kommandant des Zerstörers Wolny der Pazifikflotte. Von September 1969 bis Juni 1971 absolvierte Seliwanow die Seekriegsakademie und wurde daraufhin als Stabschef der 26. U-Jagdschiffsbrigade der Baltischen Flotte eingesetzt. Ab August 1973 arbeitete er als Kommandeur der 76. Zerstörerbrigade und ab August 1975 befehligte er in ebendieser Flotte die 12. Raketenschiffsdivision. Als Stabschef des 5. Operativen Geschwaders diente er ab November 1978 in der Mittelmeerregion. Ein Jahr später wurde er zum Konteradmiral befördert. Ab Februar 1981 übernahm er das Kommando über das 5. Operative Geschwader. Im November 1984 erfolgte seine Ernennung zum Vizeadmiral. Von September 1985 bis Dezember 1989 war Seliwanow Stabschef und 1. Stellvertreter des Kommandeurs der Schwarzmeerflotte. Mit dem Befehl des Verteidigungsministers der UdSSR vom 24. Dezember 1989 wurde er Kommandeur der Leningrader Marinebasis und Kommandant der Kronstädter Festung. Auf Anordnung des Präsidiums des Obersten Sowjets der UdSSR vom Februar 1991 wurde er zum Admiral ernannt. Ab September 1992 nahm er den Posten des Chefs des Hauptstabes und 1. Stellvertreters des Oberkommandierenden der Russischen Seekriegsflotte ein. Im Dezember 1996 trat Seliwanow in den Ruhestand.
1996 arbeitete er als stellvertretender Generaldirektor der Geschlossenen Aktiengesellschaft Kompas-1. Seliwanow war Spezialist auf dem Gebiet der operativen Kriegskunst und Strategie der Seekriegsflotte sowie der Flottenführung. Er leitete die Waffenausrüstung der Flotte und war für die Ausarbeitung von normativen Dokumenten zuständig. 1995 wurde er korrespondierendes Mitglied der Russischen Akademie für Raketen- und Artilleriewissenschaften (RARAN). Er war Autor wissenschaftlicher Arbeiten zu Problemen der Gewährleistung der Flottengefechtsbereitschaft, der Bewertung von Effektivität und Perspektiven maritimer Waffensysteme sowie der Konversionsorganisation.

## Auszeichnungen
- Orden „Für den Dienst am Vaterland in den Streitkräften der UdSSR“ 3. Klasse (1975)
- Orden „Für den Dienst am Vaterland in den Streitkräften der UdSSR“ 2. Klasse (1987)
- Orden des Roten Sterns (1990)
- Orden „Für militärische Verdienste“ (1996)
- 20 weitere Medaillen